# Mogogi Gabonamong
Mogogi Gabonamong (ur. 10 września 1982 w Mmutlane) – piłkarz botswański grający na pozycji defensywnego pomocnika.

## Kariera klubowa
Karierę piłkarską Gabonamong rozpoczął w klubie Mogoditshane Fighters. W jego barwach zadebiutował w 1998 roku w botswańskiej Premier League. Grał w nim do 2003 roku. Z klubem tym czterokrotnie wywalczył mistrzostwo Botswany (1999, 2000, 2001, 2003) i trzykrotnie zdobył Challenge Cup (1999, 2000, 2003).
W 2004 roku Gabonamong odszedł do Caledonia AIA z Trynidadu i Tobago, a w tym samym roku przeszedł do rodzimego Township Rollers, z którym wywalczył mistrzostwo kraju i Challenge Cup. W 2005 roku był wypożyczony do Caledonia AIA.
W 2006 roku Gabonamong przeszedł do południowoafrykańskiego Santosu Kapsztad. Natomiast w trakcie sezonu 2010/2011 odszedł z niego do innego klubu z Premier Soccer League, Supersport United FC. Zadebiutował w nim 19 stycznia 2011 w spotkaniu z Free State Stars FC (0:0).
W latach 2014–2015 Gabonamong grał w Bloemfontein Celtic FC, a w latach 2015-2017 ponownie w Township Rollers. W sezonie 2016/2017 wywalczył z nim mistrzostwo Botswany, a po nim zakończył karierę.
| Sezon   | Klub                   | Kraj              | Rozgrywki             | Mecze | Bramki |
| ------- | ---------------------- | ----------------- | --------------------- | ----- | ------ |
| 1998/99 | Mogoditshane Fighters  | Botswana          | Premier League        | ?     | ?      |
| 1999/00 | Mogoditshane Fighters  | Botswana          | Premier League        | ?     | ?      |
| 2000/01 | Mogoditshane Fighters  | Botswana          | Premier League        | ?     | ?      |
| 2001/02 | Mogoditshane Fighters  | Botswana          | Premier League        | ?     | ?      |
| 2002/03 | Mogoditshane Fighters  | Botswana          | Premier League        | ?     | ?      |
| 2003/04 | Mogoditshane Fighters  | Botswana          | Premier League        | ?     | ?      |
| 2004    | Caledonia AIA          | Trynidad i Tobago | TT Pro League         | ?     | ?      |
| 2004/05 | Township Rollers       | Botswana          | Premier League        | ?     | ?      |
| 2005    | Caledonia AIA          | Trynidad i Tobago | TT Pro League         | ?     | ?      |
| 2005/06 | Township Rollers       | Botswana          | Premier League        | 20    | 2      |
| 2006/07 | Santos FC              | Południowa Afryka | Premier Soccer League | 26    | 2      |
| 2007/08 | Santos FC              | Południowa Afryka | Premier Soccer League | 28    | 4      |
| 2008/09 | Santos FC              | Południowa Afryka | Premier Soccer League | 28    | 3      |
| 2009/10 | Santos FC              | Południowa Afryka | Premier Soccer League | 29    | 1      |
| 2010/11 | Santos FC              | Południowa Afryka | Premier Soccer League | 6     | 0      |
| 2010/11 | Supersport United FC   | Południowa Afryka | Premier Soccer League | 14    | 2      |
| 2011/12 | Supersport United FC   | Południowa Afryka | Premier Soccer League | 20    | 1      |
| 2012/13 | Supersport United FC   | Południowa Afryka | Premier Soccer League | 14    | 1      |
| 2013/14 | Supersport United FC   | Południowa Afryka | Premier Soccer League | 6     | 0      |
| 2013/14 | Bloemfontein Celtic FC | Południowa Afryka | Premier Soccer League | 15    | 2      |
| 2014/15 | Bloemfontein Celtic FC | Południowa Afryka | Premier Soccer League | 9     | 0      |
| 2015/16 | Township Rollers       | Botswana          | Premier League        | ?     | ?      |
| 2016/17 | Township Rollers       | Botswana          | Premier League        | ?     | ?      |

## Kariera reprezentacyjna
W reprezentacji Botswany Gabonamong zadebiutował 20 lutego 1999 roku w przegranym 1:2 meczu Pucharu COSAFA z RPA. W 2012 został powołany do kadry na Puchar Narodów Afryki 2012. Od 1999 do 2015 rozegrał w kadrze narodowej 66 meczów i strzelił 5 goli.